# Distrito Central (Honduras)
El Municipio del Distrito Central (M. D. C.), en Honduras, formado por los antiguos municipios de Tegucigalpa y Comayagüela, según el artículo 295 de la Constitución de la República. El Distrito Central es uno de los 28 municipios que forman el departamento de Francisco Morazán, y este a su vez, es uno de los 18 departamentos que conforman el país. En total, la república de Honduras tiene 298 municipios. El municipio del Distrito Central cuenta con un área de 1,502 km². El Distrito Central es la ciudad municipal más poblada de Centroámerica con 1 326 590 habitantes.
Según el Instituto Nacional de Estadística (INE), dentro del área administrativa del municipio del Distrito Central hay 43 aldeas y 538 caseríos. Esto incluye un sector urbano formado por las ciudades de Tegucigalpa y Comayagüela, muy comúnmente denominada área metropolitana de Tegucigalpa y Comayagüela o Distrito Central (no confundir con el municipio), que forma parte de las más pobladas de Centroamérica y que está divida en 892 barrios y colonias.
Dentro del municipio del Distrito Central se encuentran las ciudades de Tegucigalpa y Comayagüela, que de acuerdo al artículo # 8 de la Constitución de la República, conforman la capital de Honduras.

## Localización
| Orientación | Límite                                                 |
| ----------- | ------------------------------------------------------ |
| Norte       | Municipio de Cedros, Francisco Morazán                 |
| Norte       | Municipio de Talanga, Francisco Morazán                |
| Sur         | Municipio de Maraita, Francisco Morazán                |
| Sur         | Municipio de San Buenaventura, Francisco Morazán       |
| Sur         | Municipio de Santa Ana, Francisco Morazán              |
| Sur         | Municipio de Ojojona, Francisco Morazán                |
| Este        | Municipio de San Antonio de Oriente, Francisco Morazán |
| Este        | Municipio de Santa Lucía, Francisco Morazán            |
| Este        | Municipio de Valle de Ángeles, Francisco Morazán       |
| Este        | Municipio de San Juan de Flores, Francisco Morazán     |
| Este        | Municipio de Tatumbla, Francisco Morazán               |
| Oeste       | Municipio de Lepaterique, Francisco Morazán            |
| Oeste       | Municipio de Lamaní, Comayagua                         |
| Oeste       | Municipio de Villa de San Antonio, Comayagua           |

En resumen, el Distrito Central se denomina a toda el área administrativa que constituye dicho municipio dentro del Departamento de Francisco Morazán. Tegucigalpa se denomina al área urbana del lado este del río Choluteca y Comayagüela se denomina al área urbana del lado oeste del río Choluteca, ambas dentro del Distrito Central. Aunque coloquialmente se consideran dos ciudades, en términos políticos y legales, son una sola ciudad dividida en dos entidades, formando un solo municipio.

## Datos históricos
A finales de 1890, Comayagüela, cual era un municipio propio, dejó de serlo para formar parte del municipio de Tegucigalpa, cuando aún el Distrito Central no existía Tegucigalpa se convirtió en la capital hondureña desde 1890. Al formarse el Distrito Central en 1937, ambas entidades formaron parte de este.
El Distrito Central está formado por Tegucigalpa y Comayagüela, tradicionalmente identificadas como ciudades hermanas gemelas ya que fueron fundadas como ciudades propias hasta ser incorporadas como un solo municipio en 1890 y después pasaron a formar el Distrito Central en 1937, según el decreto n.º 2 del Congreso Nacional, que se ratifica el decreto n.º 53 del 30 de enero de 1937 en el que se reforma el artículo n.º 179 de la Constitución Política en el que se dice que los actuales municipios de Tegucigalpa y Comayagüela formaron un Distrito Central cuya creación, organización y funcionamiento será objeto de una Ley especial. 
Con el Decreto 309 de 22 de enero de 1976, el Congreso del Distrito Central se denomina “Consejo Metropolitano del Distrito Central”. En 1986 se consideró de nuevo la Alcaldía Municipal.
Como tal, los municipios de Tegucigalpa y Comayagüela ya no existen, ahora sólo existe el municipio del Distrito Central. Cuando se formó el Distrito Central en 1937, considerando que la mayoría de las sedes de los poderes de gobierno se encuentran en lo que comúnmente se denomina el lado de Tegucigalpa cuando ésta se distingue del lado de Comayagüela (ambas separadas por el río Choluteca), se empieza a utilizar la denominación oficial de Tegucigalpa, el municipio del Distrito Central (Tegucigalpa, M.D.C.) para identificar a la capital del país.

### Tegucigalpa
Tegucigalpa fue fundada el 29 de septiembre de 1578 y se convirtió en la capital del país el 30 de octubre de 1880 bajo el gobierno de Marco Aurelio Soto. Tegucigalpa es la ciudad más grande y poblada de Honduras, así como centro político y administrativo del país. Tegucigalpa es sede de 23 embajadas y 16 consulados extranjeros, además de ser la sede de varias entidades estatales como la ENEE y Hondutel, las compañías nacionales de energía y telecomunicaciones, respectivamente. La ciudad es también el hogar a la universidad más importante del país, la Universidad Nacional Autónoma de Honduras. Los Juegos Florales se han convocado en Honduras en seis ocasiones: en 1906, en 1915, en 1978, 2010 y 2011.

### Comayagüela
Comayagüela junto con Tegucigalpa conforman el Distrito Central, creado el 30 de enero de 1937 mediante Decreto n.º 53,1 ambas ciudades se convirtieron en una entidad política compartiendo el título de Capital de Honduras.

## Clima

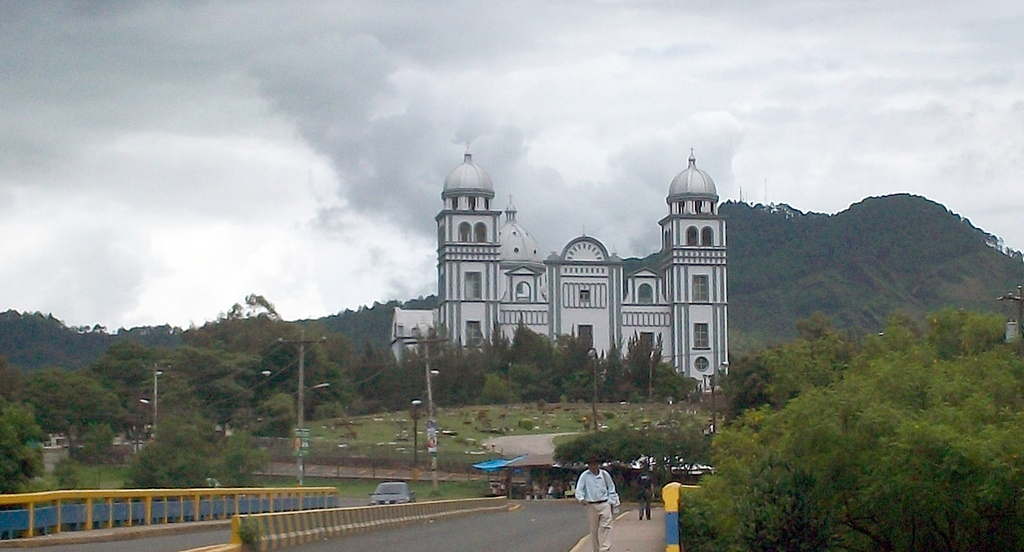
Día nublado en Comayagüela

Las ciudades Tegucigalpa y Comayagüela tienen un clima tropical seco (Aw), lo que significa menos húmedo que los valles más bajos y las regiones costeras. Cuenta con dos temporadas, la temporada seca y fría que comienza en noviembre y finaliza en marzo y la temporada lluviosa y cálida que inicia en abril y finaliza en octubre.
El promedio de horas de sol por mes durante el año es 211,2 y el promedio de días lluviosos por mes es de 8,9. El promedio de horas de sol durante la estación seca es de 228 por mes, mientras que 182,5 milímetros (7,19 pulgadas) es el promedio de precipitación mensual durante la estación húmeda. Los meses más lluviosos de la temporada de lluvias es de mayo-junio y septiembre-octubre, con un promedio 16.2 días de lluvia durante esos períodos.
En Tegucigalpa, la temporada de lluvia es húmeda y nublada, la temporada seca es mayormente despejada y es caliente durante todo el año. Durante el transcurso del año, la temperatura generalmente varía de 15 °C a 30 °C y rara vez baja a menos de 12 °C o sube a más de 31 °C.
| Parámetros climáticos promedio de Tegucigalpa (Aeropuerto de Tegucigalpa) | Parámetros climáticos promedio de Tegucigalpa (Aeropuerto de Tegucigalpa) | Parámetros climáticos promedio de Tegucigalpa (Aeropuerto de Tegucigalpa) | Parámetros climáticos promedio de Tegucigalpa (Aeropuerto de Tegucigalpa) | Parámetros climáticos promedio de Tegucigalpa (Aeropuerto de Tegucigalpa) | Parámetros climáticos promedio de Tegucigalpa (Aeropuerto de Tegucigalpa) | Parámetros climáticos promedio de Tegucigalpa (Aeropuerto de Tegucigalpa) | Parámetros climáticos promedio de Tegucigalpa (Aeropuerto de Tegucigalpa) | Parámetros climáticos promedio de Tegucigalpa (Aeropuerto de Tegucigalpa) | Parámetros climáticos promedio de Tegucigalpa (Aeropuerto de Tegucigalpa) | Parámetros climáticos promedio de Tegucigalpa (Aeropuerto de Tegucigalpa) | Parámetros climáticos promedio de Tegucigalpa (Aeropuerto de Tegucigalpa) | Parámetros climáticos promedio de Tegucigalpa (Aeropuerto de Tegucigalpa) | Parámetros climáticos promedio de Tegucigalpa (Aeropuerto de Tegucigalpa) |
| Mes                                                                       | Ene.                                                                      | Feb.                                                                      | Mar.                                                                      | Abr.                                                                      | May.                                                                      | Jun.                                                                      | Jul.                                                                      | Ago.                                                                      | Sep.                                                                      | Oct.                                                                      | Nov.                                                                      | Dic.                                                                      | Anual                                                                     |
| ------------------------------------------------------------------------- | ------------------------------------------------------------------------- | ------------------------------------------------------------------------- | ------------------------------------------------------------------------- | ------------------------------------------------------------------------- | ------------------------------------------------------------------------- | ------------------------------------------------------------------------- | ------------------------------------------------------------------------- | ------------------------------------------------------------------------- | ------------------------------------------------------------------------- | ------------------------------------------------------------------------- | ------------------------------------------------------------------------- | ------------------------------------------------------------------------- | ------------------------------------------------------------------------- |
| Temp. máx. abs. (°C)                                                      | 33.0                                                                      | 34.5                                                                      | 35.5                                                                      | 34.6                                                                      | 35.9                                                                      | 35.0                                                                      | 34.9                                                                      | 33.9                                                                      | 34.2                                                                      | 34.8                                                                      | 30.8                                                                      | 30.4                                                                      | 36.9                                                                      |
| Temp. máx. media (°C)                                                     | 25.7                                                                      | 25.4                                                                      | 27.5                                                                      | 30.2                                                                      | 30.2                                                                      | 28.6                                                                      | 27.8                                                                      | 27.5                                                                      | 26.5                                                                      | 25.3                                                                      | 25.0                                                                      | 25.9                                                                      | 27.1                                                                      |
| Temp. media (°C)                                                          | 19.5                                                                      | 20.4                                                                      | 22.1                                                                      | 23.4                                                                      | 23.6                                                                      | 22.6                                                                      | 22.1                                                                      | 22.4                                                                      | 22.2                                                                      | 21.5                                                                      | 20.4                                                                      | 19.7                                                                      | 21.7                                                                      |
| Temp. mín. media (°C)                                                     | 10.3                                                                      | 12.5                                                                      | 17.5                                                                      | 18.1                                                                      | 19.2                                                                      | 18.2                                                                      | 18.0                                                                      | 18.0                                                                      | 17.9                                                                      | 17.6                                                                      | 14.3                                                                      | 11.0                                                                      | 16.1                                                                      |
| Temp. mín. abs. (°C)                                                      | 4.5                                                                       | 7.2                                                                       | 4.7                                                                       | 8.9                                                                       | 11.1                                                                      | 12.4                                                                      | 12.6                                                                      | 12.2                                                                      | 11.0                                                                      | 10.0                                                                      | 7.7                                                                       | 6.8                                                                       | 4.5                                                                       |
| Precipitación total (mm)                                                  | 5.3                                                                       | 4.7                                                                       | 9.9                                                                       | 42.9                                                                      | 143.5                                                                     | 158.7                                                                     | 82.3                                                                      | 88.5                                                                      | 177.2                                                                     | 108.9                                                                     | 39.9                                                                      | 9.9                                                                       | 871.7                                                                     |
| Días de lluvias (≥ 1.0 mm)                                                | 1                                                                         | 1                                                                         | 1                                                                         | 2                                                                         | 9                                                                         | 12                                                                        | 9                                                                         | 9                                                                         | 13                                                                        | 10                                                                        | 4                                                                         | 2                                                                         | 73                                                                        |
| Horas de sol                                                              | 220.1                                                                     | 231.7                                                                     | 269.7                                                                     | 246.0                                                                     | 217.0                                                                     | 171.0                                                                     | 192.2                                                                     | 204.6                                                                     | 183.0                                                                     | 201.5                                                                     | 198.0                                                                     | 210.8                                                                     | 2545.6                                                                    |
| Humedad relativa (%)                                                      | 71                                                                        | 66                                                                        | 62                                                                        | 60                                                                        | 67                                                                        | 75                                                                        | 74                                                                        | 73                                                                        | 76                                                                        | 78                                                                        | 77                                                                        | 75                                                                        | 71.2                                                                      |
| Fuente n.º 1: World Meteorological Organization                           |                                                                           |                                                                           |                                                                           |                                                                           |                                                                           |                                                                           |                                                                           |                                                                           |                                                                           |                                                                           |                                                                           |                                                                           |                                                                           |
| Fuente n.º 2: Observatorio de Hong Kong.                                  |                                                                           |                                                                           |                                                                           |                                                                           |                                                                           |                                                                           |                                                                           |                                                                           |                                                                           |                                                                           |                                                                           |                                                                           |                                                                           |

## División Política
Aldeas: 43 (2013)
Caseríos: 538 (2013)
- Tegucigalpa (cabecera municipal junto con la ciudad de Comayagüela)
- Amarateca
- Azacualpa
- Carpintero
- Cerro Grande
- Coa Abajo
- Coa Arriba
- Cofradía
- Concepción de Río Grande
- El Naranjal
- El Piliguín
- El Tizatillo
- Germania
- Guangololo
- Guasculile
- Jacaleapa
- Jutiapa
- La Calera
- La Cuesta No.2
- La Montañita
- La Sábana
- La Venta
- Las Casitas
- Las Flores
- Las Tapias
- Los Jutes
- Mateo
- Monte Redondo
- Nueva Aldea
- Río Abajo
- Río Hondo
- San Francisco de Soroguara
- San Juancito
- San Juan del Rancho
- San Juan del Río Grande
- San Matías
- Santa Cruz Abajo
- Santa Cruz Arriba
- Santa Rosa
- Soroguara
- Támara
- Villa Nueva
- Yaguacire
- Zambrano